# اس پ فاو
اس پ فاو گ ام ب ها (به آلمانی: SPV GmbH) عنوانی یک شرکت نشر مستقل موسیقی آلمانی است که در ۱۹۸۴ برای توزیع آثار رودرانر رکوردز تشکیل شد. این شرکت توانست در طول زمان و پله پله خود را به یکی از بزرگ‌ترین شرکت‌های ضبط و نشر موسیقی مستقل جهان بدل کند. اس‌پی‌وی همچنین برای خود از شرکت‌های کوچکتری برای ضبط و نشر آثار موسیقی استفاده می‌کند که می‌توان شرکت‌های استیم‌همر و آبلیویون را از این دست نام برد.
اس پ فاو بیشتر در آثار موسیقی سبک‌های راک و متال سرمایه گذاری می‌کند و از هنرمندان برجسته‌ای که با این شرکت همکاری کردند می‌توان به هلووین، موتورهد، وایت‌اسنیک، آیسد ارث، ساکسون، بلکمورز نایت، کملوت، سپولترا، سادام، مون‌اسپل، کریتور، راپسودی آو فایر و الیس کوپر اشاره کرد.